# Jan Matthesius
Johannes Gerardus (Jan) Matthesius (Amstelveen, 23 juli 1950) is een Nederlandse zilversmid en sieraadontwerper.

## Leven en werk
Matthesius bezocht de LTS in Leiden (1965-1970) en vervolgens de Vakschool Schoonhoven (1973-1976). In 1978 had hij zijn eerste solo-expositie. Vanaf 1980 heeft hij een eigen atelier in Schoonhoven, hij werkt daarin samen met Pauline Barendse. Hij is parttime docent aan de Vakschool (sinds 1983) en doceerde aan de Gerrit Rietveld Academie (1988-1989).
Matthesius maakt sieraden waarbij niet het draagcomfort, maar het plezier voorop staat. Hij maakt daarbij gebruik van uiteenlopende materialen als goud, zilver, tantalium, titanium, aluminium, glas en edelstenen. Naast eigen werk maakt hij sinds 2001 ontwerpen voor Chi ha paura...?, een sieradenmerk, opgericht door Gijs Bakker en Marijke Vallanzasca. Vanaf 1978 was Matthesius lid van de Vereniging van Edelsmeden en Sieraadontwerpers en per 2004 bij de opvolger BNO.

## Erkenning
Matthesius won de eerste prijs in 1983 en 1984 bij een ontwerpwedstrijd in Idar-Oberstein, Duitsland. Hij behaalde de tweede plaats (1988) bij een wedstrijd van het Joods Historisch Museum voor moderne ontwerpen in Joodse rituelen. In 2006 was Matthesius winnaar van de Schoonhoven Silver Award.